# Bhaca

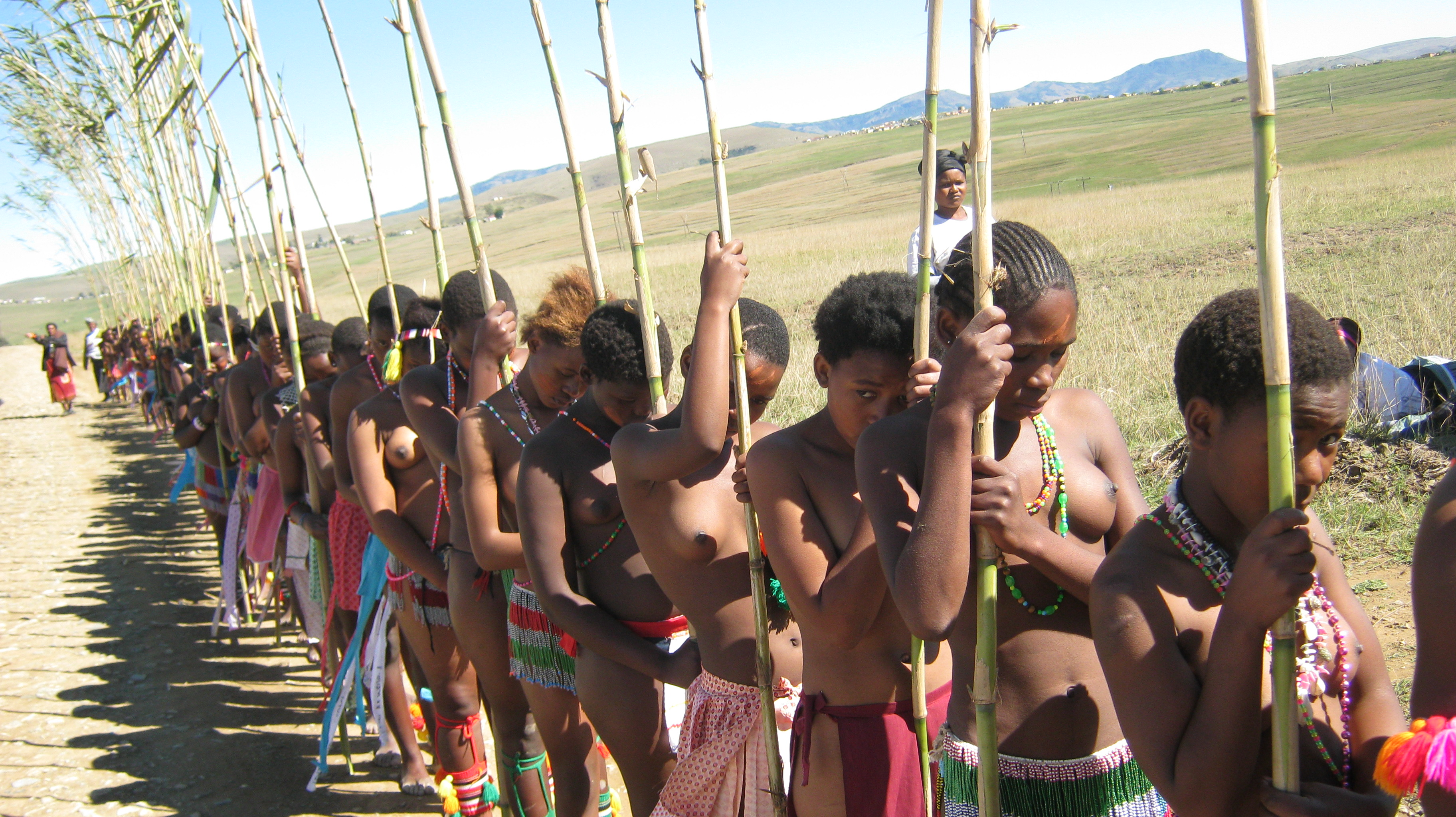
La photo de la jeune armée Bhaca de retour par la rivière.

Les Bhaca ou amaBhaca sont un groupe ethnique d'Afrique du Sud. 

## Histoire

### Le roi Ncapayi
Le roi  des Bhaca, Ncapayi, avait de nombreuses épouses. Sa première femme, Makhohlisa (fille du clan Dzanibe), a donné naissance au roi Diko et à Sogoni. Sa deuxième épouse, Indlu yekunene, enfanta Makaula, tandis que sa troisième, Iqadi lendlu enkulu, eut deux enfants, Dabula et Mpongoma.

### Les guerres
Durant le règne du roi Chaka, les Bhacas, alliés aux Pondos du roi Faku, défirent les Thembus à trois reprises.
Quand les Boers arrivèrent au Natal vers 1837, avec leurs troupeaux de bétail, ils combattirent les Bhacas qui s’allièrent alors avec les Bushmen pour piller les troupeaux.
Vers février 1838, les Boers s’installèrent sur les hautes terres du Natal et commencèrent à y créer la République de Natalia. Après leur victoire sur Dingane, ils s’étendirent vers le nord jusqu’à uMfolozi et la baie de Sainte-Lucie . Les Boers passèrent des arrangements avec d’autres rois comme Faku, qu'ils considéraient comme un allié, alors que Ncapayi était vu comme une menace.
Les Boers attaquèrent les Bhacas et pillèrent leur bétail,[réf. incomplète]. Cela aurait été l’étincelle qui déclencha l’intervention britannique dans le pays Bhaca au Natal).
Un endroit près de Maclear est appelé Ncapayi land (ou Kapayi land parce qu’ils ne pouvaient pas prononcer « Nca »)